# П'єзопровідність
П′єзопровідність (рос. пьезопроводимость; англ. piezoconductance; нім. Druckleitfähigkeit f, Piezoleitfähigkeit f) — здатність середовища передавати тиск. Швидкість передачі тиску характеризується коефіцієнтом п'єзопровідності
χ = k / μ∙β*,
де
- k — коефіцієнт проникності пористого середовища, м²;
- μ — динамічний коефіцієнт в'язкості рідини, Па∙с;
- β* — коефіцієнт об'ємної пружності насиченого пористого середовища, Па−1.

В ідеалізованому випадку нестисливого середовища процес перерозподілу тиску проходить миттєво.

## Інтернет-ресурси
- Piezoconductance on a plane